# 크라이오
퀄컴 크라이오(Qualcomm Kryo)는 스냅드래곤 SoC 라인업에 포함된 맞춤형 또는 세미 맞춤형 ARM 기반 CPU 시리즈이다.
이 CPU들은 ARM 64비트 명령어 세트를 구현하며 이전 32비트 크레이트 CPU의 후속작이다. 2015년 스냅드래곤 820에서 처음 도입되었다. 2017년 퀄컴은 최초의 미드레인지 크라이오 SoC인 스냅드래곤 636과 스냅드래곤 660을 출시했다. 2018년에는 크라이오 아키텍처를 적용한 최초의 보급형 SoC인 스냅드래곤 632가 출시되었다.

## 크라이오 (오리지널)
2015년 9월에 처음 발표되었으며 스냅드래곤 820 SoC에 사용되었다. 오리지널 크라이오 코어는 Big.LITTLE 구성의 양쪽 부분에 모두 사용될 수 있는데, 스냅드래곤 820 및 821의 경우 두 개의 듀얼 코어 클러스터가 스냅드래곤 615에서 두 Cortex-A53 클러스터가 작동하는 방식과 유사하게 다른 클럭 주파수로 실행된다.
820/821의 크라이오는 ARM 코어텍스 디자인에 기반하지 않은 인하우스 맞춤형 ARMv8.0-A (AArch64/AArch32) 디자인이다.
- 820: 2x 크라이오 성능 @ 2.15 GHz + 2x 크라이오 효율 @ 1.59 GHz
- 821: 2x 크라이오 성능 @ 2.34 GHz + 2x 크라이오 효율 @ 2.19 GHz
- 32 KB L1i + 32 KB L1d 캐시[3]
- 1 MB L2 캐시 (성능 클러스터) 및 512 KB L2 캐시 (효율 클러스터)
- 삼성 14 nm LPP 공정
- 성능 코어+L2 다이 크기: 2.79mm2[4]

## 크라이오 200 시리즈
크라이오 200 시리즈 CPU는 오리지널 크라이오 마이크로아키텍처의 파생물이 아니라, ARM의 ARM 코어텍스 기술 기반 (BoC) 라이선스로 허가된 세미 맞춤형 디자인이다. 크라이오 200 시리즈 CPU는 ARM의 Cortex-A73 (성능/골드 클러스터)과 Cortex-A53 (효율/실버 클러스터)의 Big.LITTLE 배열 파생물이다.

### 크라이오 280
크라이오 280 CPU는 2016년 11월 스냅드래곤 835 모바일 플랫폼과 함께 발표되었다. 오리지널 크라이오에 비해 새로운 크라이오 280 코어는 정수 클럭당 명령어 처리 성능이 향상되었지만 부동소수점 클럭당 명령어 처리 성능은 낮아졌다. 그러나 전반적으로 835는 CPU 스케줄링 및 DVFS 시스템 개선 덕분에 820 및 엑시노스 8895에 비해 상당한 성능 및 효율성 이점을 제공하여 검토자들로부터 호평을 받았다.
- 835: 4x 크라이오 280 성능 @ 2.45 GHz + 4x 크라이오 280 효율 @ 1.90 GHz
- 2 MB L2 캐시 (성능 클러스터) 및 1 MB L2 캐시 (효율 클러스터)
- 삼성 10 nm LPE 공정

### 크라이오 265
크라이오 265 CPU는 2021년 10월 스냅드래곤 680 모바일 플랫폼과 함께 발표되었다.
- 685: 4x 크라이오 265 골드 (Cortex-A73 파생) @ 2.8 GHz + 4x 크라이오 265 실버 (Cortex-A53 파생) @ 1.9 GHz
- 680: 4x 크라이오 265 골드 (Cortex-A73 파생) @ 2.4 GHz + 4x 크라이오 265 실버 (Cortex-A53 파생) @ 1.9 GHz
- TSMC 6 nm N6 공정

### 크라이오 260
크라이오 260 CPU는 2017년 5월 중급형 스마트폰용 스냅드래곤 660 모바일 플랫폼과 함께 발표되었다. 크라이오 260 코어는 스냅드래곤 636, 스냅드래곤 665, 스냅드래곤 662에도 사용된다.
- 665/662: 4x 크라이오 260 골드 (Cortex-A73 파생) @ 2.0 GHz  + 4x 크라이오 260 실버 (Cortex-A53 파생) @ 1.8 GHz
- 660: 4x 크라이오 260 성능 @ 2.2 GHz + 4x 크라이오 260 효율 @ 1.8 GHz
- 636: 4x 크라이오 260 성능/골드 @ 1.8 GHz + 4x 크라이오 260 효율/실버 @ 1.6 GHz
- 성능/골드 코어용 2 MiB L2 캐시 및 효율/실버 코어용 1 MiB L2 캐시
- 660/636: 삼성 14nm LPP 공정[10]
- 665/662: 삼성 11 nm LPP 공정[11]

### 크라이오 250
크라이오 250 CPU는 2018년 6월 발표된 스냅드래곤 632 모바일 플랫폼에 도입되었다. 14 nm 공정으로 제작되었으며, L2 캐시 크기에 약간의 차이가 있지만 크라이오 260과 유사하다. 퀄컴은 스냅드래곤 632가 Cortex-A53 코어만 사용하는 스냅드래곤 625/450에 비해 40% 향상된 성능을 제공한다고 주장한다. 크라이오 250은 또한 보급형 플랫폼에 사용된 최초의 시리즈이다.
- 632: 4x 크라이오 250 성능 (Cortex-A73 기반) @ 1.8 GHz + 4x 크라이오 250 효율 (Cortex-A53 기반) @ 1.8 GHz[13]
- 삼성 14LPP 공정

### 크라이오 240
크라이오 240 CPU는 2020년 초에 발표된 스냅드래곤 460 모바일 플랫폼에 도입되었다. 11 nm 공정으로 제작되었으며, Big.LITTLE 아키텍처를 사용하는 Cortex-A73 및 Cortex-A53 코어를 사용한다. 퀄컴은 이 CPU가 Cortex-A53 코어만 사용하는 이전 세대(스냅드래곤 450)에 비해 70% 향상된 성능을 제공한다고 주장한다. 크라이오 240은 보급형 플랫폼에 사용될 예정이다.
- 460: 4x 크라이오 240 골드 (Cortex-A73 기반) @ 1.8 GHz + 4x 크라이오 240 실버 (Cortex-A53 기반) @ 1.8 GHz[14]
- 11 nm LPP 공정, 스냅드래곤 4 시리즈 라인 중 최초

## 크라이오 300 시리즈
크라이오 300 시리즈 CPU는 ARM의 Cortex-A75와 Cortex-A55의 파생물인 세미 맞춤형 골드 및 실버 코어를 특징으로 하며, DynamIQ와 함께 구성된다. 이들은 ARMv8.2-A 및 DynamIQ를 지원하는 퀄컴의 첫 CPU이다. DynamIQ는 각 CPU 클러스터의 코어/캐시 양을 포함하여 CPU 구성에 더 많은 유연성을 제공한다.

### 크라이오 385
크라이오 385 코어는 2017년 12월 스냅드래곤 845의 일부로 발표되었다. 퀄컴은 고성능 코어에서 실행되는 작업의 성능이 스냅드래곤 835에 비해 25~30% 증가하고, 효율성 코어에서는 15% 증가할 것으로 예상했다. 테스트 결과 엑시노스 8895 및 9810에 비해 성능 및 효율성에서 상당한 이점이 발견되었다. 크라이오 385는 스냅드래곤 850에도 사용된다.
- 845: 4x 크라이오 385 골드 @ 2.8 GHz + 4x 크라이오 385 실버 @ 1.8 GHz
- 850: 4x 크라이오 385 골드 @ 2.95 GHz + 4x 크라이오 385 실버 @ 1.8 GHz
- 골드용 4x256KB L2 캐시 및 실버용 4x128KB L2 캐시
- DSU @ 1478 MHz의 2MB L3 및 3MB 시스템 캐시
- 삼성 10 nm LPP 공정
- CPU 다이 크기: 11.39mm²
- 골드 코어+L2 다이 크기: 1.57mm²
- 실버 코어+L2 다이 크기: ~0.53mm²[17]

### 크라이오 360
크라이오 360은 퀄컴의 상위 미드레인지 세미 맞춤형 코어이다. 2018년 5월에 발표된 스냅드래곤 710에 도입되었다. 크라이오 360은 스냅드래곤 670 및 712에도 사용된다.
- 712: 2x 크라이오 360 골드 @ 2.3 GHz + 6x 크라이오 360 실버 @ 1.7 GHz
- 710: 2x 크라이오 360 골드 @ 2.2 GHz + 6x 크라이오 360 실버 @ 1.7 GHz
- 670: 2x 크라이오 360 골드 @ 2.0 GHz + 6x 크라이오 360 실버 @ 1.7 GHz
- 삼성 10 nm LPP 공정

## 크라이오 400 시리즈
크라이오 400 시리즈 CPU는 ARM의 Cortex-A76 및 Cortex-A55의 파생물인 세미 맞춤형 골드 프라임/골드 및 실버 코어를 특징으로 하며, DynamIQ와 함께 구성된다. 퀄컴은 자사의 세미 맞춤형 Cortex-A76이 더 큰 비순차 실행 창(리오더 버퍼)과 부동소수점 워크로드에 더 최적화된 데이터 프리페처를 가지고 있다고 밝혔다.

### 크라이오 495
크라이오 495 CPU는 2018년 12월 6일 스냅드래곤 8cx와 함께 발표되었다. 퀄컴은 8cx가 스냅드래곤 850보다 60% 더 효율적이라고 주장한다.
- 8cx: 4x 크라이오 495 골드 @ 2.84 GHz+ 4x 크라이오 495 실버 @ 1.80 GHz[21][22]
- 마이크로소프트 SQ1: 4x 크라이오 495 골드 @ 3 GHz+ 4x 크라이오 495 실버 @ 1.80 GHz[23]
- 2MB L3 캐시
- TSMC 7 nm CLN7FF (N7) 공정[24]

### 크라이오 490
크라이오 490 CPU는 2019년 12월 5일 스냅드래곤 8c와 함께 발표되었다.
- 8c: 4x 크라이오 490 골드 @ 2.45 GHz + 4x 크라이오 490 실버[26]
- 7 nm

### 크라이오 485
크라이오 485 CPU는 2018년 12월 5일 스냅드래곤 855와 함께 발표되었다. 퀄컴은 845의 크라이오 385에 비해 성능이 최대 45% 향상되었다고 주장한다. 테스트 결과 855는 SPECint2006에서 845보다 51%, SPECfp2006에서 61%, 전력 효율에서 39% 더 뛰어난 성능을 보였다. 855는 엑시노스 9820보다도 훨씬 효율적이다.
- 855: 1x 크라이오 485 골드 프라임 @ 2.84 GHz + 3x 크라이오 485 골드 @ 2.42 GHz + 4x 크라이오 485 실버 @ 1.80 GHz
- 855+/860: 1x 크라이오 485 골드 프라임 @ 2.96 GHz + 3x 크라이오 485 골드 @ 2.42 GHz + 4x 크라이오 485 실버 @ 1.80 GHz
- 골드 프라임용 1x512KB pL2 캐시, 골드용 3x256KB pL2 캐시, 실버용 4x128KB pL2 캐시
- 1612 MHz의 2MB sL3 캐시 및 3MB 시스템 레벨 캐시
- TSMC 7 nm CLN7FF (N7) 공정

### 크라이오 475
크라이오 475 CPU는 퀄컴의 상위 미드레인지 세미 맞춤형 코어이다. 2019년 12월 4일 스냅드래곤 765 및 765G에, 2020년 5월 스냅드래곤 768G에 도입되었다.
- 768G: 1x 크라이오 475 프라임 @ 2.8 GHz + 1x 크라이오 475 골드 @ 2.42 GHz + 6x 크라이오 475 실버 @ 1.8 GHz
- 765: 1x 크라이오 475 프라임 @ 2.3 GHz + 1x 크라이오 475 골드 @ 2.2 GHz + 6x 크라이오 475 실버 @ 1.8 GHz
- 765G: 1x 크라이오 475 프라임 @ 2.4 GHz + 1x 크라이오 475 골드 @ 2.2 GHz + 6x 크라이오 475 실버 @ 1.8 GHz
- ?MB 시스템 레벨 캐시
- 삼성 7 nm EUV (7LPP) 공정

### 크라이오 470
크라이오 470 CPU는 퀄컴의 상위 미드레인지 세미 맞춤형 코어이다. 2019년 4월 스냅드래곤 730 및 730G에, 2020년 8월 스냅드래곤 732G에 도입되었다.
- 732G: 2x 크라이오 470 골드 @ 2.3 GHz + 6x 크라이오 470 실버 @ 1.8 GHz
- 730/730G: 2x 크라이오 470 골드 @ 2.2 GHz + 6x 크라이오 470 실버 @ 1.8 GHz
- 골드 코어용 256KB L2 캐시 및 실버 코어용 128KB L2 캐시
- 1MB 시스템 레벨 캐시
- 삼성 8 nm LPP 공정

### 크라이오 468
크라이오 468 CPU는 2019년 12월 5일 스냅드래곤 7c와 함께 발표되었다.
- 7c: 2x 크라이오 468 골드 @ 2.4 GHz + 6x 크라이오 468 실버[31]
- 8 nm

### 크라이오 465
크라이오 465 CPU는 퀄컴의 상위 미드레인지 세미 맞춤형 코어이다. 2020년 1월 스냅드래곤 720G에 도입되었으며, NavIC 하드웨어 지원이 포함된다.
- 720G: 2x 크라이오 465 골드 @ 2.3 GHz + 6x 크라이오 465 실버 @ 1.8 GHz
- 1MB 시스템 레벨 캐시
- 삼성 8 nm LPP 공정

### 크라이오 460
크라이오 460 CPU는 퀄컴의 미드레인지 세미 맞춤형 코어이다. 2018년 10월 스냅드래곤 675에 도입되었으며, 2021년 1월 스냅드래곤 480에 도입되었다.
- 678: 2x 크라이오 460 골드 @ 2.2 GHz + 6x 크라이오 460 실버 @ 1.7 GHz
- 675: 2x 크라이오 460 골드 @ 2.0 GHz + 6x 크라이오 460 실버 @ 1.7 GHz
- 480+: 2x 크라이오 460 골드 @ 2.2 GHz + 6x 크라이오 460 실버 @ 1.8 GHz
- 480: 2x 크라이오 460 골드 @ 2.0 GHz + 6x 크라이오 460 실버 @ 1.8 GHz
- 골드 코어용 256KB L2 캐시 및 실버 코어용 64KB L2 캐시
- 1MB 시스템 레벨 캐시
- 675/678: 삼성 11 nm LPP 공정
- 480/480+: 삼성 8 nm LPP 공정

## 크라이오 500 시리즈
크라이오 500 시리즈 CPU는 ARM의 Cortex-A77 및 Cortex-A55의 파생물인 세미 맞춤형 프라임/골드 및 실버 코어를 특징으로 하며, DynamIQ와 함께 구성된다.

### 크라이오 585
크라이오 585 CPU는 2019년 12월 4일 스냅드래곤 865와 함께 발표되었다. 퀄컴은 크라이오 485에 비해 성능이 최대 25% 향상되고 효율성이 25% 더 높아졌다고 주장한다.
- 1x 크라이오 585 프라임 @ 최대 2.84 GHz + 3x 크라이오 585 골드 @ 2.42 GHz + 4x 크라이오 585 실버 @ 1.80 GHz
- 프라임용 1x 512 KB pL2 캐시, 골드용 3x 256 KB pL2 캐시, 실버용 4x 128 KB pL2 캐시
- 4 MB sL3 캐시 및 3 MB 시스템 레벨 캐시
- TSMC 2세대 7 nm (N7P) 공정

### 크라이오 570
크라이오 570 CPU는 2020년 9월 22일 스냅드래곤 750G와 함께 발표되었다.
- 2x 크라이오 570 골드 @ 2.2 GHz + 6x 크라이오 570 실버 @ 1.80 GHz
- 1 MB 시스템 레벨 캐시
- 삼성 8 nm LPP 공정

### 크라이오 560
크라이오 560 CPU는 2020년 6월 18일 스냅드래곤 690과 함께 발표되었다. 퀄컴은 675의 크라이오 460에 비해 성능이 최대 20% 향상되었다고 주장한다.
- 690: 2x 크라이오 560 골드 @ 2.0 GHz + 6x 크라이오 560 실버 @ 1.70 GHz
- 1 MB 시스템 레벨 캐시
- 삼성 8 nm LPP 공정

## 크라이오 600 시리즈
크라이오 600 시리즈 CPU는 ARM의 Cortex-X1/Cortex-A78 및 Cortex-A55의 파생물인 세미 맞춤형 프라임/골드 및 실버 코어를 특징으로 하며, DynamIQ와 함께 구성된다.

### 크라이오 680
크라이오 680 CPU는 2020년 12월 2일 스냅드래곤 888과 함께 발표되었다.
- 1 크라이오 680 프라임 (ARM Cortex-X1 기반), 최대 2.84 GHz. 1 MB pL2 및 64 KB pL1이 있는 프라임 코어
- 3 크라이오 680 골드 (ARM Cortex-A78 기반), 최대 2.42 GHz. 각각 512 KB pL2가 있는 성능 코어
- 4 크라이오 680 실버 (ARM Cortex-A55 기반), 최대 1.8 GHz. 각각 128 KB pL2가 있는 효율 코어
- 명령어 세트 ARMv8.4-A로 이동 (이전: ARMv8.2-A)
- 4 MB sL3이 있는 DynamIQ
- 3 MB 시스템 레벨 캐시
- 삼성 5 nm LPE 공정

### 크라이오 670
크라이오 670 CPU는 2021년 3월 25일 스냅드래곤 780G와 함께 발표되었다. 스냅드래곤 778G 및 778G+ 뿐만 아니라 782G에도 사용된다.
- 1 크라이오 670 프라임 (ARM Cortex-A78 기반) @ 2.4-2.7 GHz
- 3 크라이오 670 골드 (ARM Cortex-A78 기반) @ 2.2 GHz
- 4 크라이오 670 실버 (ARM Cortex-A55 기반) @ 1.9 GHz
- 778G/778G+/782G: TSMC 6 nm (N6) 공정
- 780G: 삼성 5 nm LPE 공정

### 크라이오 660
크라이오 660 CPU는 2021년 10월 26일 스냅드래곤 695와 함께 발표되었다.
- 2 크라이오 660 골드 (ARM Cortex-A78 기반) @ 2.2 GHz
- 6 크라이오 660 실버 (ARM Cortex-A55 기반) @ 1.8 GHz
- TSMC 6 nm (N6) 공정

## 크라이오
2021년 11월 22일, 퀄컴은 스냅드래곤 브랜딩을 업데이트하고 크라이오 CPU 및 아드레노 GPU의 번호 체계를 제거했다.

### 크라이오 모바일 플랫폼

#### 8 시리즈

##### 1세대
스냅드래곤 8 1세대는 2021년 11월 30일 발표되었다.
- 1 크라이오 프라임 (ARM Cortex-X2 기반), 최대 3.2 GHz. 1 MB pL2 및 64 KB pL1이 있는 프라임 코어
- 3 크라이오 골드 (ARM Cortex-A710 기반), 최대 2.75 GHz. 각각 512 KB pL2가 있는 성능 코어
- 4 크라이오 실버 (ARM Cortex-A510 기반), 최대 2.0 GHz. 각각 128 KB pL2가 있는 효율 코어
- 명령어 세트 ARMv9-A로 이동 (이전: ARMv8.4-A)
- 6 MB sL3이 있는 DynamIQ
- 4 MB 시스템 레벨 캐시
- 8 1세대: 삼성 4 nm LPE 공정
- 8+ 1세대: TSMC N4 공정

##### 2세대
스냅드래곤 8 2세대는 2022년 11월 15일 발표되었다.
- 1 크라이오 프라임 (ARM Cortex-X3 기반), 최대 3.36 GHz. 1 MB pL2 및 64 KB pL1이 있는 프라임 코어
- 4 크라이오 골드 (2 ARM Cortex-A715, 2 ARM Cortex-A710 기반), 최대 2.8 GHz. 각각 512 KB pL2가 있는 성능 코어
- 3 크라이오 실버 (ARM Cortex-A510 기반), 최대 2.0 GHz. 각각 128 KB pL2가 있는 효율 코어
- 8 MB sL3이 있는 DynamIQ
- 4 MB 시스템 레벨 캐시
- TSMC N4 공정

#### 7 시리즈

##### 1세대
스냅드래곤 7 1세대는 2022년 5월 20일 발표되었다.
- 1 크라이오 프라임 (ARM Cortex-A710 기반) @ 2.4 GHz
- 3 크라이오 골드 (ARM Cortex-A710 기반) @ 2.36 GHz
- 4 크라이오 실버 (ARM Cortex-A510 기반) @ 1.8 GHz
- 삼성 4 nm LPE 공정

##### 2세대
스냅드래곤 7+ 2세대는 2023년 3월 17일 발표되었다.
- 1 크라이오 프라임 (ARM Cortex-X2 기반) @ 2.91 GHz
- 3 크라이오 골드 (ARM Cortex-A710 기반) @ 2.49 GHz
- 4 크라이오 실버 (ARM Cortex-A510 기반) @ 1.8 GHz
- 스냅드래곤 7+ 2세대: TSMC 4 nm N4 공정

### 크라이오 컴퓨트 플랫폼

#### 8cx 시리즈

##### 3세대
스냅드래곤 8cx 3세대는 2021년 12월 1일 발표되었다.
- 4 크라이오 프라임 (ARM Cortex-X1 기반), 최대 3.0 GHz. 1 MB pL2 및 64 KB pL1이 있는 성능 코어
- 4 크라이오 골드 (ARM Cortex-A78 기반), 최대 2.42 GHz. 각각 512 KB pL2가 있는 효율 코어
- 명령어 세트 ARMv8.4-A로 이동 (이전: ARMv8.2-A)
- 8 MB sL3이 있는 DynamIQ
- 6 MB 시스템 레벨 캐시
- 삼성 5 nm LPE 공정[47]

#### 7c+ 시리즈

##### 3세대
스냅드래곤 7c+ 3세대는 2021년 12월 1일 발표되었다.
- 4 크라이오 실버 (ARM Cortex-A55 r2p0 기반)
- 4 크라이오 골드 (ARM Cortex-A78 r1p1 기반)
- 최대 2.4 GHz
- TSMC 6 nm N6 공정

## 오리온
2022년 11월 17일, 퀄컴은 퀄컴 오리온 CPU가 퀄컴 크라이오 CPU를 대체할 것이라고 발표했다.

## 같이 보기
- 스콜피언 (CPU)
- Always Connected PC (ACPC)